# Резников, Борис Наумович
Бори́с Нау́мович Ре́зников (28 сентября 1923, Екатеринослав — 2003) — советский учёный, специалист по тракторам и сельхозмашинам.

## Биография
Сын доктора технических наук Наума Иосифовича Резникова. Работал на заводе мастером, старшим мастером, начальником заготовительного цеха.
В ноябре 1942 году добровольцем ушёл на фронт, командир взвода связи, старший лейтенант.
В 1962—1974 и с 1982 зав. кафедрой «Тракторы и автомобили» и «Теоретическая механика» Алма-Атинского сельскохозяйственного института, в 1974—1982 декан факультета, с 1992 профессор кафедры «Основы машиноведения и механика».
Заслуженный работник Высшей школы Казахской ССР (1980).
Брат доктора технических наук Арона Наумовича Резникова.

## Награды
Награждён орденами Красной Звезды (1943), Отечественной войны 1 степени (1985), медалью «За боевые заслуги», медалью Республики Казахстан «За трудовую доблесть» (1995).

## Сочинения
- Теоретическая механика в примерах и задачах сельскохозяйственного производства [Учеб. пособие для инж. спец. вузов]. — Алма-Ата: Б. и., 1985. — 153 с. ил. 20 см